# Тесс Асплунд
Тесс Асплунд (нар.. 1974) — шведська активістка, яка привернула увагу після свого протесту проти неонацистів у Борленге, Швеція.
Девід Лагерлоф сфотографував вірусне зображення Асплунд, на якому вона стоїть обличчям до членів шведського Північного руху опору в уніформі з піднятим в повітря кулаком.

## Життєпис
Тесс Асплунд народилася 1974 року в Колумбії і називає себе афрошведкою. Про цей інцидент Асплунд сказала: «Якщо це моє фото може змусити більше людей наважитися виявити опір, тоді все добре…люди повинні об'єднатися і показати, що це не нормально, коли расизм нормалізується і що по наших вулицях бігають фашисти».
Асплунд уходить до складу Afrophobia Focus .
Асплунд також цитувався в Aftonbladet як співжертва жорстокого нападу з флагштоками, здійсненого трьома чоловіками польського походження після популістської правої демонстрації в центрі Стокгольма, в якій, здається, брали участь поляки.
У 2014 році була названа однією зі 100 жінок Бі-бі-сі, у грудні 2016 року Бі-бі-сі включила її до свого списку п'яти жінок, яких немає у Вікіпедії, але вони повинні там бути (разом з Лаурою Коритон, Стефані Гарві, Хатун Каді та Джудіт Вебб).
У 2016 році Асплунд увійшла до списку 100 жінок ВВС разом із Алішою Кіз, Елліною Вамукойя та Надією Хусейн. Темою цьогорічного списку стала непокора.